# Liste der Monuments historiques in Saint-Sauveur (Meurthe-et-Moselle)
Die Liste der Monuments historiques in Saint-Sauveur führt die Monuments historiques in der französischen Gemeinde Saint-Sauveur auf.

## Liste der Objekte
| Bezeichnung           | Beschreibung                                                                   | Standort                        | Kennzeichnung | Schutzstatus | Datum | Bild |
| --------------------- | ------------------------------------------------------------------------------ | ------------------------------- | ------------- | ------------ | ----- | ---- |
| Relief Geburt Christi | Stein, Ende des 15. Jahrhunderts                                               | in der Kirche St-Nicolas (Lage) | PM54000843    | Classé       | 1960  |      |
| Zwei Leuchterengel    | Nussbaumholz, Anfang des 16. Jahrhunderts; im Musée lorrain in Nancy deponiert | in der Kirche St-Nicolas (Lage) | PM54000844    | Classé       | 1977  |      |